# 유럽 고속도로 26호선

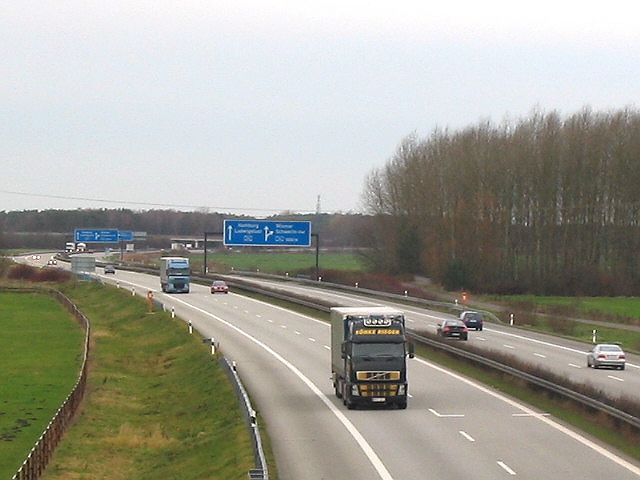
슈베린을 통과하고 있는 아우토반 24호선이며, 이 도로가 E26호선으로 공용되어 있다.

유럽 고속도로 26호선(European route E26)은 독일의 함부르크에서 베를린까지 이어주는 국제 E로드 네트워크로, 총 연장은 283km이다. 해당 도로는 아우토반 24호선, 아우토반 10호선, 아우토반 111호선의 각 일부로 구성되어 있다.